# Cayley (Mondkrater)

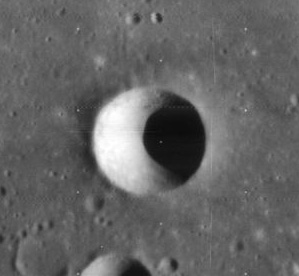
Mondkrater Cayley

Cayley ist ein kleiner Einschlagkrater in einem von basaltischer Lava überfluteten Gebiet westlich des Mare Tranquillitatis. Die runde, schüsselförmige Struktur liegt nordwestlich der beiden Krater De Morgan und D’Arrest und weist eine innere Ebene auf, die etwa ein Viertel des Kraterdurchmessers einnimmt. Die inneren Abhänge sind von relativ heller Tönung und heben sich dadurch deutlich von der Umgebung ab. Dennoch ist Cayley nicht annähernd so hell wie der etwas größere Krater Dionysius im Ost-südosten, von dem er sich außerdem durch das Fehlen eines Strahlensystems abhebt.
Westlich und leicht nach Norden versetzt befindet sich der Krater Whewell, der etwa dieselbe Größe aufweist. Im Norden erstreckt sich die Rima Ariadaeus, die eine ostsüdöstliche Orientierung besitzt.
Das den Krater umgebende Gelände ähnelt in gewisser Weise den lunaren Mare, besitzt aber eine höhere Albedo und wird am östlichen Rand vom Mare Tranquillitatis überlappt. Mondwissenschaftler vermuten, dass diese Ebene als Ergebnis der Ablagerung von Auswurfmaterial aus einem Einschlagbecken entstanden ist. Als wahrscheinlichste Quelle gilt das Mare Imbrium im Nordwesten.